# Fábrica do Som
Fábrica do Som foi um programa de televisão brasileiro produzido e exibido de 1983 a 1984 pela TV Cultura em parceria com o Serviço Social do Comércio da cidade de São Paulo. 
O programa era apresentado por Tadeu Jungle e dirigido por Pedro Vieira.
Apesar de sua curta duração foi considerado o responsável pelo lançamento na televisão de várias bandas de rock brasileiro, até então desconhecidas.

## Formato, gravação e atrações
Apresentado pelo produtor Tadeu Jungle, o programa sucedia a Quem Sabe, Sabe! com Antônio Fagundes nas tardes de sábado, começando às dezoito horas; suas gravações ocorriam no teatro de arena do SESC Pompeia e, segundo Jungle tinha seu formato baseado no Chacrinha e em Glauber Rocha; as duas atrações eram à época líderes de audiência na grade da emissora, e alcançou uma pontuação no Ibope variando entre de 4 ao pico de 11 pontos.
Com a simplicidade de palco junto à plateia, a inovação maior foi a participação ativa desta, onde o público "subia ao palco e cantava", como registrou seu apresentador. Além de trazer nomes já "consagrados" da música, cantores e bandas então consideradas alternativas e que mais tarde viriam a se tornar conhecidos se apresentavam ali pela primeira vez, como por exemplo Arrigo Barnabé e Vânia Bastos, Sossega Leão, Premeditando o Breque, Titãs, Ira!, Capital Inicial, Barão Vermelho ou Ultraje a Rigor ou experimentais e performances de José Roberto Aguilar e sua banda, Asdrúbal Trouxe o Trombone, Wally Salomão ou Paulo Leminski.

## Repercussão e encerramento
Já no ano de estreia Fábrica do Som foi escolhido como "Melhor Musical" pela Associação Paulista dos Críticos de Arte de 1983.
Com um público que atingia até duas mil pessoas, o sucesso foi tão grande que mesmo pessoas de outros estados iam ao Sesc Pompeia para assisti-lo - refletindo o momento de efervescência cultural pelo qual passava o país, tornando-se ele próprio um marco na história cultural paulistana e do próprio país, segundo avaliou o gerente do SESC Pompeia na época, Estanislau da Silva Salles.
O formato do programa foi copiado por outros, como o Programa Livre de Serginho Groisman, e o próprio espaço de sua gravação, o SESC Pompeia, teve sua divulgação como espaço cultural situado na zona noroeste da capital paulista graças ao programa.
Após sessenta e nove apresentações por onde mais de duas centenas de bandas distintas se apresentaram, "questões políticas internas da TV Cultura" segundo Jungle motivaram sua retirada do ar.
Com o discurso político afiado de Tadeu Jungle e pelas bandas que ali se apresentavam, é hoje tido como um dos mais importantes programas jovens da época da abertura política do Brasil.